# Bellonella epedana
Bellonella epedana är en korallart som beskrevs av Verseveldt och Bayer 1988. Bellonella epedana ingår i släktet Bellonella och familjen läderkoraller. Inga underarter finns listade i Catalogue of Life.